# Johannes Lischka
Johannes Simon Lischka (Gießen, 2 aprile 1987) è un cestista tedesco.